# أوسو
أوسو هي فترة من فترات السّنة، حسب التّقويم «الأمازيغي» أو الفلاحي، وهي فترة صيفيّة تمتدّ حوالي أربعين يوما تبدأ يوم 25 يوليو ويكون فيها الطقس شديد الحرارة.